# Çanakkalei első világháborús emlékmű
A Çanakkalei első világháborús emlékmű (Çanakkale Şehitleri Anıtı magyarul Çanakkalei Mártírok Emlékműve) azoknak a török katonáknak állít emléket, akik elestek a Dardanellák ostromában, amely 1915 április-decemberben zajlott. A Gallipoli-félsziget ellen indított nemzetközösségi és francia akcióban 253 ezer török halt hősi halált.

## Története
A szövetséges csapatok 1915. április 25-én szálltak partra a Gallipoli-félszigeten, hogy kikényszerítsék Törökország kilépését az első világháborúból, és megnyissák az orosz utánpótlási vonalat a Dardanellákon keresztül.
Az emlékmű megtervezésének pályázatát 1944-ben írták ki, de az alapkövet csak 1954-ben helyezték el. Pénzügyi problémák hátráltatták az építkezést, ezért a fő struktúra csak 1958-ban készült el. A források kiegészítésére a Milliyet napilap kampányt indított, és 1960-ban átadták az emlékművet. Tervezője Feridun Kip, İsmail Utkular és Doğan Erginbaş volt.
Az emlékmű négy, egyenként csaknem 42 méter magas oszlopból áll, amelyek egy négyszögletes, lapos tetőt tartanak. Az emlékmű alatt egy múzeumot alakítottak ki, amely a Gallipoli-félszigeten folyó harcokban használt fegyvereket, eszközöket mutatja be. 1993 és 2005 között az emlékmű képe díszítette az 500 000 lírás bankjegyet.
A Gallipoli-félszigeten található a  török 57. ezred emlékparkja is, amely azoknak a katonáknak állít emléket, akik megállították az április 25-én indított szövetséges előrenyomulást.